# Кисляков, Анатолий Васильевич
Анатолий Васильевич Кисляков (1918—1998) — лётчик-ас, полковник Советской Армии, участник Великой Отечественной войны, Герой Советского Союза (1945).

## Биография
Родился в деревне Утенино (Талдомский район, Московская область) в крестьянской семье. Окончил семь классов средней школы, затем первый курс Московского полиграфического техникума. Работал в типографии наборщиком.
В 1939 году вступил в ряды РККА. В 1940 году окончил Борисоглебское военное авиационное училище. Воевать начал с июня 1941 года.
Под Ленинградом впервые сбил немецкий самолёт. В этом же году вступает в ряды ВКП(б). Был пилотом, командиром звена, командиром эскадрильи, заместителем командира истребительного полка. За время войны совершил 539 боевых вылетов, провел 63 воздушных боя, сбил 14 вражеских самолётов лично и 2 в группе, а также сбил 1 аэростат.
Гвардии капитан А. В. Кисляков, помощник командира 28-го гвардейского истребительного авиационного полка 5-й гвардейской истребительной авиационной дивизии 11-го истребительного авиационного корпуса 3-й Воздушной армии Указом Президиума Верховного Совета СССР от 18 августа 1945 года за мужество и героизм, проявленные в воздушных боях с противником удостоен звания Герой Советского Союза. Золотая Звезда № 7945.
В 1952 году Кисляков окончил Военно-воздушную академию. Продолжал службу в ВВС.
В 1968 году уволен в запас, работал инженером на одном из заводов Москвы.
Умер 28 июля 1998 года в Москве. Похоронен на Троекуровском кладбище.

## Награды
- Два ордена Ленина
- Три ордена Красного Знамени
- Орден Александра Невского (СССР)
- Два ордена Отечественной войны I степени
- Орден Отечественной войны II степени
- Два ордена Красной Звезды
- Медали